# 페새팔로
페새팔로(핀란드어: Pesäpallo [pesæpɑlːo][*])는 야구가 핀란드에서 변화한 스포츠 경기이다.
1922년에 첫 번째 경기가 열렸으며, 핀란드의 국가 스포츠로 종종 언급되는 빠르게 움직이는 배트 앤 볼 스포츠이며 독일, 스웨덴, 스위스, 호주 및 캐나다 북부 온타리오를 포함한 다른 국가에서도 어느 정도 존재하고 있습니다. 이 게임은 야구, 라운더스와 유사하다.
페사팔로는 전통적인 공 타격 팀 게임과 북미 야구를 결합한 것으로, 1920년대 라우리 타코 피칼라(Lauri "Tahko" Pihkala)가 발명했다. 페새팔로는 시대에 따라 변화하고 인기도 높아졌다. 1920년 11월 14일, 페사팔로는 헬싱키의 카이사니에미 공원에서 처음으로 경기가 치러졌다.
페사팔로의 기본 개념은 야구와 유사하다. 공격팀은 공을 성공적으로 치고 베이스를 통과하여 득점을 시도하고, 수비팀은 타자와 주자를 아웃시키려고 한다. 페사팔로와 야구의 가장 중요한 차이점 중 하나는 공이 수직으로 투구되므로 공을 치는 것은 물론 타격의 힘과 방향을 훨씬 쉽게 제어할 수 있다는 것이다. 이는 야구에 비해 공격 게임에 더 많은 다양성, 속도 및 전술적 측면을 제공한다. 수비팀은 수비 계획과 예측을 통해 타자의 선택에 대응해야 한다.
페사팔로에서는 감독이 다양한 색깔의 부채를 이용해 선수들에게 신호를 보내 공격을 주도하는 중요한 역할을 한다. 수비팀 플레이는 감독의 지시와 야수들의 수신호에 따라 진행된다.
페사팔로는 1952년 핀란드 헬싱키에서 열린 하계 올림픽의 시범 스포츠였다.

## 규칙
정규 페사팔로 게임은 각각 4이닝씩 2피리어드로 진행된다. 공격 하프이닝에서 더 많은 득점을 올린 팀이 피리어드를 획득한다. 기간이 동점인 경우 추가 이닝이 진행된다. 필요한 경우 각 팀이 3루에서 선수를 집으로 데려오려고 하는 라운드(승부차기와 유사)가 있다.
이닝 동안 양 팀은 공격(타격)과 수비(수비)를 번갈아 가며 진행된다.
수비팀에는 필드에 9명의 선수가 있다. 공격팀은 정규타순 9명 외에 1이닝 동안 조커(지정타자와 유사) 3명을 기용할 수 있다. 공격팀은 3명의 선수가 아웃되거나 2득점 이상 없이 한 라운드의 타순이 완료될 때까지 계속 공격할 수 있다. 타자와 투수는 홈 베이스의 원판을 기준으로 반대편에서 서로 마주한다. 투구는 투수의 머리 위로 최소 1m 이상 떨어진 플레이트 위 직접 공을 던져 전달된다.
타자는 자신의 타석에서 3개의 스트라이크를 할 수 있다. 정당한 안타는 타자가 베이스에 도달할 것을 요구하지 않는다. 타자가 1루에 도달하기 전에 세 번의 스트라이크를 모두 사용할 수 있다. 타자가 공을 스윙하고 심판이 그 투구를 적법하다고 판정하면 그 투구는 스트라이크로 간주된다. 타자가 정당한 안타를 쳤을 때, 3스트라이크가 아닌 이상 타자는 안전하게 1루까지 진출하려고 애쓰지 않아도 된다. 그러나 3스트라이크에서 타자가 파울볼을 쳐 공격을 시도하지 않으면 그 선수만 아웃되고 주자는 다음 타자를 계속 공격한다.
투수가 2개의 나쁜 투구(볼)를 투구했을 경우, 모든 베이스가 비어 있을 경우에만 타자에게 1루 볼넷이 부여된다. 필드에 주자가 있을 경우 포인트 주자(가장 높은 베이스의 주자)에게 2루 볼넷이 부여되고, 같은 타자에게 연속된 나쁜 투구가 모두 허용된다. 다양한 이유로 투구가 불량하다고 판정될 수 있는데, 가장 일반적인 이유는 공이 플레이트에 떨어지지 않거나 투구가 충분히 높게 던져지지 않는 것이다.
공이 경계선 밖의 필드에 먼저 닿으면 안타는 파울이며, 타자나 주자는 파울 안타로 진출할 수 없다. 공이 지면에 닿기 전에 야수가 공을 잡으면 그 안타는 '캐치'가 되며, 그 플레이에서 전진하려던 주자는 모두 포로가 된다. 잡힌 선수는 필드에서 제외되지만 아웃으로 간주되지는 않는다.
주자는 베이스에 있는 야수에게 공이 던져지기 전에 베이스 영역을 터치하여 베이스의 안전에 도달한다. 공이 베이스에 먼저 닿으면 주자는 아웃되고 필드에서 퇴출된다. 세 번째 스트라이크가 파울인 경우에도 타자는 아웃된다. 베이스에 있는 주자는 다음 주자가 같은 베이스에서 안전한 곳에 도달하면 강제로 진루된다.
공격팀은 주자가 3개 베이스를 모두 통과한 뒤 안전하게 홈 베이스로 돌아왔을 때 득점을 기록한다. 타자가 타구로 3루에 진출하면 '홈런'이 된다. 그런 다음 그는 3루에 머물다가 나중에 플레이에서 홈 베이스에 도달하여 정규 주자로 다시 득점을 시도할 수 있다.

### 경기장
원래 핀란드에서는 공식적인 야구장이 존재하지 않았으며, 축구경기용 야구장을 사용하여 경기하였다. 그 때문에 필드는 홈베이스 부근만 삼각형이지만, 기본적으로는 장방형 그라운드이다.

### 각 루와 홈플레이트의 위치
야구와는 달리 타석(홈플레이트) 앞이 1루이다. 그리고 야구의 1루 부분이 2루가 된다. 3루는 야구와 거의 같은 위치이다. 그로 인해 장타력보다도 번트나 단타를 요구하기 쉽다.

### 경기인원
야구에서는 1팀 9명이지만, 수비위치에 설 경우 외야수 2명과 유격수 2명이 같은 위치에 서게 된다. (야구는 유격수 1명, 외야수 3명)